# Jamaal Lascelles
Jamaal Lascelles, född 11 november 1993, är en engelsk fotbollsspelare som spelar för Newcastle United. Han spelar främst som försvarare. Han har även spelat i Englands U18-, U19-, U20- och U21-landslag.

## Karriär
2011 gick Lascelles upp från ungdomsakademin i Nottingham Forest till A-truppen. 
Den 9 augusti 2014 värvades Lascelles av Newcastle United. Som en del av övergången lånades han direkt tillbaka till Nottingham Forest över säsongen 2014/2015. Den 4 augusti 2016 blev Lascelles utnämnd till lagkapten i Newcastle United. Den 6 oktober 2017 förlängde han sitt kontrakt i klubben med sex år. I november 2018 skrev Lascelles på ett nytt sexårskontrakt med klubben. I mars 2024 utlöstes en ettårig förlängning av kontraktet.